# Visions of Cody
Visions of Cody er en roman af den amerikanske forfatter Jack Kerouac og måske hans stilistisk mest frie og varierede. Romanen blev skrevet i perioden 1951-52, og selvom den ikke udkom i sin helhed før 1973, havde den allerede inden da opnået kultstatus i undergrundsmiljøet.
Som stort set alle Kerouacs værker er 'Visions of Cody en "mytologisering" af hans liv, her under navnet "Jack Dulouz". Virkelige personer har fået andre navne, og faktiske hændelser bliver sat ind i en større tematisk ramme. Bogen fokuserer også meget på Kerouacs opfattelse af og forhold til vennen Neal Cassady, der i bogen hedder "Cody Pomeray".
Første del af bogen er en samling korte stream of consciousness-agtige essays, som Kerouac selv kaldte "sketches", hvoraf mange simpelthen beskriver dele af Dulouz' (Kerouacs) tilværelse i New York efter 2. verdenskrig – fra lugten i et cafeteria til St. Patrick's Cathedral, eller små hændelser som f.eks. beslutningen om at onanere på et offentligt toilet; alt sammen vævet sammen af Kerouacs indre monolog. Undervejs i disse beskrivelser beslutter Kerouac sig for at besøge Cody i San Francisco.
Tredje del af bogen er hovedsageligt en transkription af båndoptagelser af samtaler mellem Kerouac og Cassady (og nu og da "Evelyn" – Cassadys sidste kone Carolyn), som strakte sig over fem nætter, mens de røg marijuana. 
En del af Visions of Cody er en hurtig gengivelse af hændelser, som Kerouac beskrev i sit hovedværk On the Road (dansk titel: Vejene), der også handler om Kerouac og Cassady